# Гамбийско-российские отношения
Гамби́йско-росси́йские отноше́ния — двусторонние дипломатические отношения между Гамбией и Россией. Советский Союз установил дипломатические отношения с Гамбией 17 июля 1965 года. В Гамбии по совместительству аккредитован посол Российской Федерации Дмитрий Кураков в Дакаре (Сенегал), в России Гамбия имеет посольство в Москве, посол — Ибрайма Сисей.

## Гамбийско-российские отношения

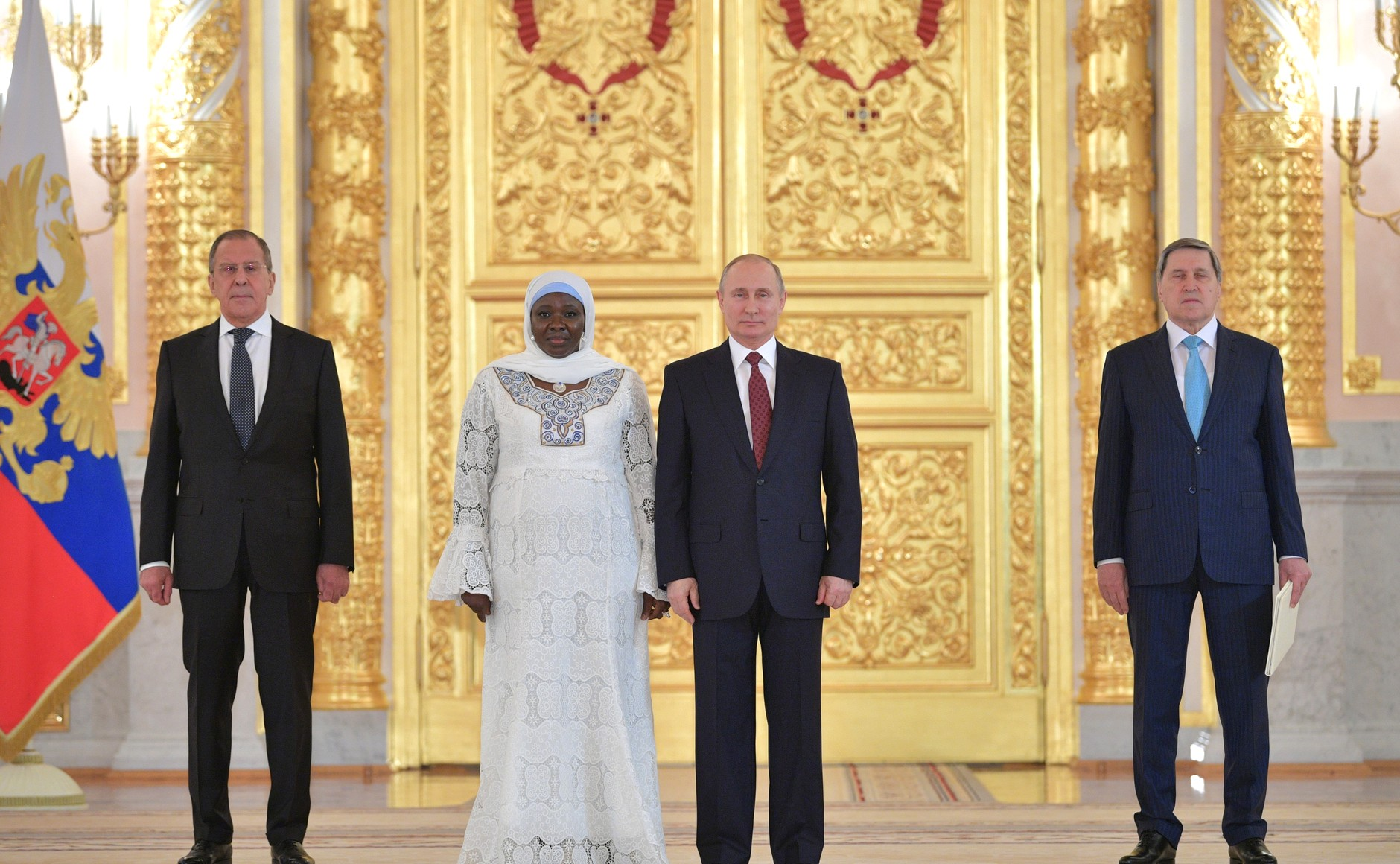
Владимир Путин с послом Гамбии в России Джайнабой Ба, 2018 год

Российско-гамбийские связи носят дружественный характер, основанные на близости двух стран по основным международным вопросам. Регулярно осуществляется обмен посланиями между Президентами и Министрами иностранных дел. Начиная с 1996 года, Россия ежегодно предоставляет государственные стипендии на подготовку Гамбийский специалистов в российских вузах. 15 мая 2014 года Сергей Лавров договорился с главой администрации президента Гамбии Номодо Сабалли о сотрудничестве в деле освоение полезных ископаемых гамбийского океанического шельфа. 24 сентября 2014 года Министр иностранных дел РФ Сергей Лавров встретился с Президентом Республики Гамбии Яйя Джамме на 69-й сессии Генассамблеи ООН в Нью-Йорке. С 1 декабря 2014 года по решению Президента Яйя Джамме были отменены въездные визы для туристов из России. 23 июля 2015 года глава ФСКН Виктор Иванов посетил Гамбию в рамках конференции «Московско-Африканский антинаркотический диалог».